# Kanton Seichamps
Kanton Seichamps (fr. Canton de Seichamps) byl francouzský kanton v departementu Meurthe-et-Moselle v regionu Lotrinsko. Tvořilo ho devět obcí. Zrušen byl po reformě kantonů 2014.

## Obce kantonu
- Champenoux
- Laneuvelotte
- Mazerulles
- Moncel-sur-Seille
- Pulnoy
- Saulxures-lès-Nancy
- Seichamps
- Sornéville
- Velaine-sous-Amance